# پرنیان شفق
پرنیان شفق یا بیژن یا خون بیژن، نام یکی از سرودهای انقلابی ایران است که در دوران انقلاب ۵۷ در آلبومی بنام «شراره‌های آفتاب» توسط سازمان چریک‌های فدایی خلق ایران منتشر و از معروفیت فراوانی برخوردار شد. متن این ترانه توسط سعید سلطانپور سروده شده و با صدای داوود شراره‌ها خوانده شده است. موسیقی این ترانه را مهرداد بران ساخته و تنظیم کرده است. صدای خواننده را گروه کر دانشجویان واشینگتن همراهی می‌کند.

## مناسبت
سرود پرنیان شفق که به نام سرود بیژن یا خون بیژن نیز شناخته شده است، در گرامیداشت بیژن جزنی، تئوریسین و عضو بنیانگذار سازمان چریک‌های فدایی خلق ایران سروده شده است که در حالی‌که در زندان اوین دوران حبس خود را می‌گذراند، در روز ۲۹ فروردین ۱۳۵۴ در تپه‌های پشت زندان اوین توسط ساواک به همراه ۶ نفر از زندانیان عضو سازمان چریک‌های فدایی خلق ایران (حسن ضیاظریفی، احمد جلیلی افشار، مشعوف کلانتری، عزیز سرمدی، محمد چوپان‌زاده، عباس سورکی) و ۲ نفر از زندانیان سازمان مجاهدین خلق ایران (مصطفی جوان خوشدل و کاظم ذوالانوار) تیرباران شده و به قتل رسیدند. روزنامه‌ها فردای روز کشتار بیژن و یارانش خبر دادند که ۹ زندانی در حین فرار از زندان کشته شدند. این موضوع تا زمان انقلاب بهمن ۱۳۵۷ و دستگیری و محاکمهٔ شکنجه‌گران ساواک مسکوت ماند. آرش شکنجه‌گر ساواک در دادگاهی کوتاه پس از انقلاب، تشریح کرد که بیژن و یارانش را به تپه‌های اوین برده و در آن‌جا به رگبار گلوله بسته‌اند. پیکر بیژن جزنی در قطعه ۳۳ بهشت زهرا ردیف ۱۱۹ شماره ۴ به خاک سپرده‌شده است.

## سرود
به پرنیان شفق، ز خون شراره دمید
ز سرخی‌اش شرری، به هر ستاره رسید
گلوله بارد که تا برآرد ز شط آتش و خون، ز صبح توده نوید
ز سرخی هر ستاره اکنون نشسته در تن شب، (نشان صبح سپید)۲
ببین که شهر و جنگل‌ها، ز قهر آنان خونین است
شهاب راه آینده، ز خون آنان آذین است
شکوه روشنی فردا، ز خون برآرد سر
بگو به میهن که خون بیژن ستاره گشت و از آن، چه‌سان شراره دمید
به سرخی هر ستاره اکنون نشسته در تن شب، (نشان صبح سپید)۲
ز سرنگونی شب، کنون نگر همه‌جا
ز خشم و کینهٔ خلق، شراره گشته به پا
به نام هر یل که از سیهکل چو تندری دمد از، سرود آتش و خون
شهادت هر ستاره سازد ز سرخ چهرهٔ خویش، (تلاش و کینه فزون)۲
رهایی خلق ایران، نبرد ما را آئین است
و کهکشان فردای‌اش، ز خون آنان آذین است
شکوه روشنی فردا، ز خون برآرد سر
بگو به میهن که خون بیژن ستاره گشت و از آن، چه‌سان شراره دمید
به سرخی هر ستاره اکنون نشسته در تن شب، (نشان صبح سپید)۲